# Аборты в Эфиопии
Аборт в Эфиопии разрешён в случаях изнасилования, инцеста или проблем, связанных с нарушением развития плода. В 2005 году парламент Эфиопии конституционно утвердил законность абортов по заданным критериям. В настоящее время услуги по проведению абортов в учреждениях Эфиопии включают медикаментозный аборт с использованием мизопростола и мифепристона, хирургический аборт, мануальную вакуумную аспирацию, дилатацию и кюретаж.
По оценкам, в 2008 году в Эфиопии было произведено 382 500 искусственных абортов, что составляет 23 аборта в год на 1000 женщин в возрасте 15–44 лет. Большинство абортов делают в неправительственных организациях и частных больницах Эфиопии.

## Правовой статус
В 2005 году Эфиопия легализовала аборты в случае изнасилования, инцеста или дефектов развития плода. Женщина может на законных основаниях прекратить жизнь ребёнка, если беременность или роды угрожают её жизни. Хотя аборты запрещены Уголовным кодексом, парламент Эфиопии одобрил их при следующих обстоятельствах:
- Когда беременность наступила в результате изнасилования или инцеста
- Когда сохранение беременности угрожает здоровью или жизни женщины или плода
- При аномалиях развития плода
- Для женщин с физическими или умственными недостатками
- Для несовершеннолетних, физически или психологически не готовых к воспитанию ребёнка
- В случае серьёзной и непосредственной опасности, которую можно предотвратить только путём немедленного прерывания беременности.

Женщина может прервать роды при затруднениях при родах, связанных с её несовершеннолетием или инвалидностью. Однако закон привёл к росту числа небезопасных абортов в Эфиопии. В 2006 году правительство приняло национальный стандарт руководства по безопасному аборту, в котором для прерывания беременности используются такие лекарства, как мизопростол с мифепристоном или без него, в соответствии с клиническими рекомендациями Всемирной организации здравоохранения (ВОЗ) по безопасному аборту. Доступные услуги по прерыванию беременности:
- Медикаментозный аборт (Сайтотек, мизопростол, мифепристон)
- Хирургический аборт
- Вакуумная аспирация
- Дилатация и кюретаж

## Статистика
В 2008 году в Эфиопии было произведено около 382 500 искусственных абортов, что составляет 23 аборта в год на 1000 женщин в возрасте 15–44 лет. Уровень абортов в Эфиопии был ниже, чем в странах Африки и Восточной Африки, которые, по оценкам ВОЗ, составляют 29% и 39% соответственно. В городских районах, таких как Аддис-Абеба, Дыре-Дауа и Харэр, уровень абортов выше, чем в среднем по стране. Факторы включают более широкое социальное и медицинское обеспечение, привлекающее женщин в эти районы.
В 2014 году в Эфиопии было сделано около 620 300 абортов, что соответствует годовому показателю 28 абортов на 1000 женщин в возрасте 15–49 лет, что больше, чем 22 аборта на 1000 женщин в 2008 году.

### Предоставление аборта и послеабортного ухода
В 2008 году около 27% искусственных абортов женщин были безопасно выполнены медицинскими учреждениями. Однако 15% (58 000 абортов) были заявлены как безопасные, несмотря на отсутствие чётких исследований в частных и государственных больницах. Некоторые из этих процедур были законными и в основном выполнялись частными и небольшими предприятиями; это около половины всех медицинских учреждений, предоставляющих услуги искусственного прерывания беременности в Эфиопии.

### Непреднамеренная беременность и контрацепция
Употребление современных противозачаточных средств намного выше в Аддис-Абебе (57% среди женщин в возрасте 15–44 лет), чем в Эфиопии в целом (14%), а в сельской местности ниже среднего по стране (3–16%). Одной из первопричин абортов является низкий уровень методов контрацепции, что приводит к нежелательной беременности. 13% незапланированных беременностей были прерваны в 2014 году, что немного больше, чем 10% в 2008 году.